# هجوم حمص (2024)
هجوم حمص 2024 هو عملية عسكرية شنَّتها فصائل المعارضة السورية بعد أن سيطرت على مدينة حماة يوم الخميس 5 ديسمبر 2024، ووصلت مشارف وأرياف مدينة حمص، بدأت بالسيطرة على بلدة الدار الكبيرة ودخولها مدينة تلبيسة وتير معلة والرستن بريف حمص الشمالي. وانتهت بين الساعات الأخيرة من يوم السبت 7 ديسمبر وأولى ساعات يوم الأحد 8 ديسمبر 2024 بالسيطرة الكاملة على مدينة حمص، وبدء حصار وتطويق العاصمة دمشق، وسط تهاوي وانسحاب قوات النظام السوري بشكل متتابع، وهذه العملية جزء من عملية "ردع العدوان" أو هجوم المعارضة السورية 2024 الذي بدأ في شمال غرب سوريا بريف حلب الغربي وريف إدلب الشرقي.

## خلفية
في 27 نوفمبر/تشرين الثاني 2024، شنت جماعات المعارضة السورية بقيادة هيئة تحرير الشام هجومًا على القوات المسلحة السورية في شمال غرب سوريا.  يُعد هذا الهجوم الأول من نوعه من أي طرف في الصراع منذ وقف إطلاق النار في إدلب في مارس/اذار 2020، وأسفر عن سيطرة المعارضة بسرعة على عشرات القرى. ووفقًا للتقارير، استولى المعارضون خلال الهجوم على 70 موقعًا في محافظتي حلب وإدلب، كما نزح حوالي 10,000 مدني من القتال إلى ريف إدلب في شمال غرب سوريا.

## الهجوم
بعد تحرير حماة في 5 ديسمبر/كانون الأول 2024، تمركزت قوات المعارضة على بعد حوالي 40 كيلومترًا من وسط مدينة حمص. وانسحبت القوات المسلحة السورية من الرستن، في حين سقطت مدينة تلبيسة أيضًا من سيطرة الحكومة في أعقاب تقدم المعارضة، نفذت قوات المعارضة ضربات بطائرات بدون طيار ضد الفرقة 26 دفاع جوي التابعة للجيش السوري بالقرب من بلدة تير معلة.
استولت مجموعات المعارضة على منشأة كتيبة الهندسة التابعة للجيش السوري على مشارف الرستن، حيث استولت على مركبات عسكرية وإمدادات ذخيرة. نفذت طائرات حربية روسية حوالي عشر ضربات استهدفت المحيط الشمالي للرستن والمناطق المحيطة بالجسر الرئيسي الذي يربط حماة بحمص، كما ضرب الجيش السوري مواقع للمعارضة في تلبيسة بنيران المدفعية والصواريخ لأول مرة منذ عدة سنوات. وأنشأت وحدات الجيش السوري حواجز ترابية على طول الطريق السريع حمص-حماة بالقرب من تلبيسة من أجل عزل الرستن وتلبيسة عن مدينة حمص، تم إعادة توجيه قافلة كبيرة للجيش السوري تضم أكثر من 200 مركبة تحمل أسلحة وذخيرة إلى مدينة حمص لتعزيز المواقع في حي الوعر وبالقرب من المرافق التعليمية العسكرية. وفي محاولة لوقف تقدم المعارضة، شنت القوات الجوية الروسية غارة جوية على جسر الرستن على الطريق السريع M5، الذي يربط حمص وحماة.
في يوم الجمعة 6 ديسمبر/كانون الأول 2024، استولت قوات المعارضة على الرستن وتلبيسة والدار الكبيرة والغنطو، واقتربت من مشارف حمص، تواصل قدوم تعزيزات المعارضة يوم الجمعة ولم تشهد معارك مع قوات النظام بل انسحابات من الرستن وتلبيسة والدار الكبيرة والغنطو، كذلك انسحبت القوات المسلحة السورية من عدة بلدات شمال المدينة، بما في ذلك تير معلة والزعفرانة وأبو همامة والمجدل ودير فول وعسيلة والفرحانية وعين حسين الوازعية والغاصبية والمكرمية وعز الدين. بقي حاجز ملوك جنوب تلبيسة مدعوماً بميليشيات من قرى المختارية والأمينية والأشرفية والنجمة وكفر عبد الشيعية ومن الفرقة 26 دفاع جوي الواقعة قرب تير معلة، في هذا اليوم سيطرت قوات المعارضة على قرية الغاصبية جنوب الدار الكبيرة التي تقع على تحويلة حمص وهي بوابة الريف الشمالي نحو مدينة حمص وصارت قوات المعارضة على أبواب الكلية الحربية قرب حي الوعر.
بقي النظام معظم يوم الجمعة 6 كانون الأول محتفظاً بالطريق الدولي من ثكنة ملوك جنوب تلبيسة إلى الفرقة 26 قرب تير معلة إلى مدينة حمص بينما البلدات والقرى تم الانسحاب منها على جانبي الطريق باستثناء القرى الشيعية شرق الطريق الدولي جنوب تلبيسة، شن النظام  صباح الجمعة وكذلك يوم السبت هجمات بالمدفعية على الريف الشمالي لحمص من ثكنة ملوك وكتيبة الهندسة في المشرفة وهي غير كتيبة الهندسة التي في الرستن ومن قرى جبورين والأشرفية والمختارية ومن الفرقة 26  ومن الطيران الحربي كذلك فأوقع عشرات القتلى والجرحى في تلبيسة والغنطو والدار الكبيرة.
وخلال يوم الجمعة قامت عائلات علوية بمغادرة مدينة حمص إلى الساحل وقد شوهد ازدحام مروري طويل على طريق حمص - طرطوس.
في صباح السبت 7 كانو الأول انطلقت قوات معارضة من قاعدة التنف وسيطرت على بلدة القريتين وقام النظام بالانسحاب من الفرقلس وتدمر ومطار التيفور وقطعت الإمدادات عن النظام من معبر البوكمال مع العراق ، في اليوم السابق الجمعة انسحب النظام من دير الزور وقام الأكراد بالسيطرة على مدينة دير الزور ومعبر البوكمال وقطعوا طريق طهران - بيروت أو ما يُعرف عند إيران بطريق الحاج قاسم.
وفي هذا اليوم السبت 7 كانون الأول بدأ مقاتلو هيئة تحرير الشام بالهجوم على مدينة حمص فهاجموا كتيبة الهندسة في بلدة المشرفة وسيطروا عليها وعلى بلدة المشرفة كذلك، أصبحت الهيئة في مزارع حي دير بعلبة شرقي حمص، في نفس الوقت سيطرت الهيئة على الفرقة 26 دفاع جوي قرب بلدة تير معلة سيطرت كذلك على قرى كفرنان وجبورين وتسنين العلوية وهذه القرى تقطع منطقة الحولة عن الرستن وتلبيسة، وبعدها سقطت ثكنة حاجز ملوك الذي لطالما صمد لأكثر من 13 سنة وكان له الدور الأبرز في حصار مدينة حمص سابقاً، فهو يقع جنوب تلبيسة مدعوماً بقرى المختارية والنجمة والأشرفية وكفر عبد والأمينية التي هي قرى شيعية، وبعد السيطرة على الفرقة 26 وحاجز ملوك دخلت الهيئة إلى الأحياء الشمالية والغربية من حمص وفيها دارت معظم معارك المدينة، فسيطرت على قريتي الحصوية والدوير شمال شرقي حي الوعر ومنهما انطلقوا وسيطروا على الكلية الحربية والمشفى العسكري قرب حي الوعر ودارت المعارك بعدها في أحياء القصور والبياضة شمال المدينة وحي دير بعلبة شمال شرقها، وقد سيطرت الهيئة على هذه الأحياء بعد دخولها منها، وفقاً لرويترز انسحبت بحلول عصر اليوم قوات الرضوان التي هي نخبة حزب الله من حمص وكانت صفحات المعارضة وصحف لبنانية قد كشفت أن عددها 3000 مقاتل، وانسحب النظام من فرع المخابرات الجوية الواقع شمال مدينة حمص قرب حي القصور ومن السجن المركزي شمال حي البياضة بعد معارك مع الهيئة وحرر الثوار حوالي 3500 سجين، ودخلت قوات الهيئة إلى حي الوعر غرب المدينة، وبحلول الساعة العاشرة من مساء السبت كانت مدينة حمص قد حررت ودخلوا إلى مبنى المحافظة والفروع الأمنية وقيادة الشرطة وساحة الساعة باستثناء الأحياء العلوية الزهراء والسبيل والأرمن والنزهة ووادي الذهب في شرق المدينة وباستثناء طريق حمص طرطوس الذي سقط في صباح الأحد مع الأحياء العلوية في الساعات الأولى من صباح  الأحد 8 كانون الأول ، فيما كان الضباط الكبار قد فروا عبر مطار الشعيرات إلى الساحل بالمروحيات، كذلك سيطرت الهيئة على مدينة القصير بعد انسحاب حزب الله منها.